# Natalia Soledad Villa
Natalia Soledad Villa (Vicente López, 15 de abril de 1979) es una politóloga y política argentina de Propuesta Republicana, que se desempeñó como diputada nacional por la provincia de Buenos Aires entre 2017 y 2021. Actualmente es concejal del partido de Vicente López.

## Biografía
Nació en Vicente López (Buenos Aires) en 1979. En 2008 se recibió de licenciada en ciencia política en la Universidad de Belgrano.
Miembro de Propuesta Republicana (PRO), entre 2013 y 2015 fue concejala del partido de Vicente López. Luego, se desempeñó como directora general de Entidades Intermedias y de Relaciones Institucionales de la municipalidad local hasta 2017, con licencia en el Concejo Deliberante.
En las elecciones legislativas de 2017, fue candidata a diputada nacional, ocupando el séptimo lugar en la lista de Cambiemos en la provincia de Buenos Aires. La lista obtuvo el 42,18% de los votos, siendo fácilmente elegida. Desde 2019 integra el bloque de Juntos por el Cambio.
Preside la comisión de Asuntos Municipales e integra como vocal las comisiones de Mujeres y Diversidad; de Derechos Humanos y Garantías; de Deportes; de Legislación del Trabajo; y de Previsión y Seguridad Social. Se opuso a la legalización del aborto en Argentina, votando en contra de los dos proyectos de ley de interrupción voluntaria del embarazo que fueron debatidos por el Congreso en 2018 y 2020.
Antes de las elecciones primarias de 2021, fue confirmada como precandidata a concejala de Vicente López, en el primer lugar de la lista de Juntos.